# Friend zone
Con Friend zone o friendzone si denota nella cultura di massa (e in particolare, ma non sempre, quella giovanile) la situazione in cui uno dei due componenti di una relazione di amicizia ambirebbe, non corrisposto, a trasformarla in una relazione romantica (con eventuali implicazioni sessuali). In lingua italiana l'espressione, insieme ad alcune forme derivate, quali friendzonato, è un neologismo, prestito della lingua inglese, in cui significa, alla lettera, «zona [dell’]amico/a».
Benché il termine, di per sé, non discrimini per genere e si applichi a qualsiasi tipo di relazione, sia essa etero- od omosessuale, esso è comunemente associato alla situazione di due adolescenti o giovani adulti di sesso opposto, dei quali è il maschio ad ambire alla relazione sentimentale con la femmina, la quale considera tale legame solo un'amicizia.

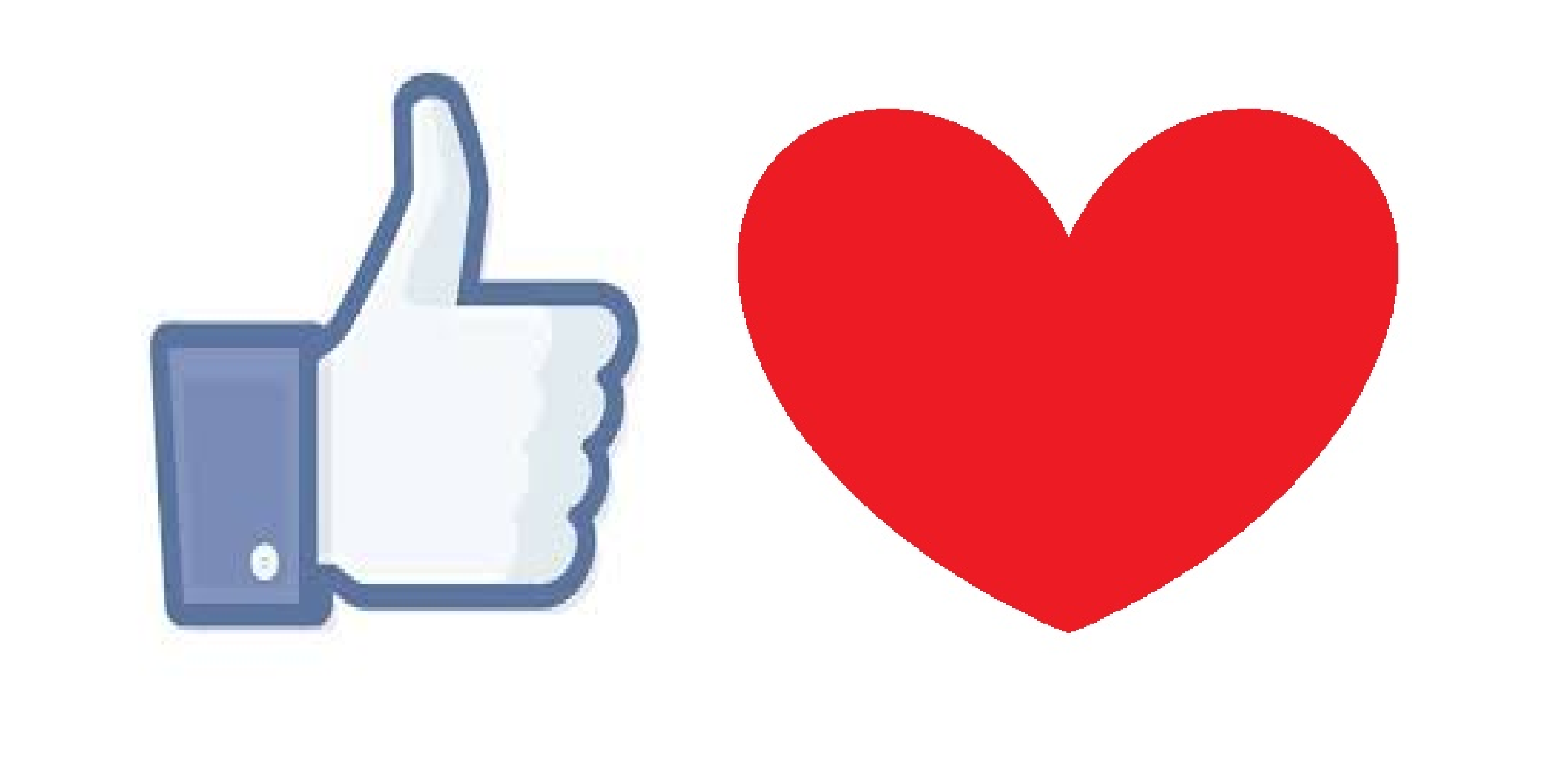
Esempio di simbolo.

A sottolineare la matrice prettamente anglosassone di tale espressione, non ne esiste un puntuale corrispettivo in altre lingue; in italiano è invalso nella sottocultura l'espressione servo della gleba, derivato da un omonimo brano di Elio e le Storie Tese, satira sui triangoli amorosi nei quali uno dei due uomini è un innamorato non corrisposto.

## Etimologia e caratteristiche
La genesi dell'espressione friend zone è databile con precisione al 3 novembre 1994, giorno in cui andò per la prima volta in onda A lume di candela (in inglese The One with the Blackout), settimo episodio della prima stagione della serie televisiva Friends: a un certo punto dell'episodio Joey Tribbiani, alludendo all'amore impossibile di Ross Geller per la sua vecchia amica Rachel Green, definisce costui «sindaco di Friend zone» (in inglese mayor of the friend zone).
Benché l'espressione fosse stata coniata solo per sottolineare l'irrealizzabilità di un amore con conseguente permanenza della relazione tra i due a livello nulla più che amicale, il termine passò successivamente a identificare la situazione di chi vive la condizione di innamorato non corrisposto o, comunque, impossibilitato a sviluppare l'amicizia in una forma di relazione sentimentale di qualsiasi genere per assenza di interesse da parte dell'altra persona.
Con il nuovo millennio e l'evoluzione sia dei media che dei rapporti tra i sessi il termine friend zone ha assunto il connotato di una situazione insostenibile e irrisolvibile per chi vi ci ritrova confinato (in genere la figura maschile), di massima fondata su due presupposti ritenuti entrambi fallaci, esistendo numerosissimi esempi contrari:
- che l'amicizia sia una gabbia dalla quale non si può uscire e che non preveda sviluppi in senso sentimentale[5];
- che il cosiddetto friendzonato sia il classico bravo ragazzo in attesa mentre l'oggetto della sua attenzione spasima per uomini che la maltrattano o la deludono[5].

## Cause
Un giornalista del Chicago Tribune ha suggerito diverse possibili cause per cui qualcuno possa essere relegato alla "friend zone":
1. una persona A non è sufficientemente attratta da una persona B;
2. la persona A malinterpreta i segnali non verbali della persona B, i quali segnalano l'interesse nell'approfondire la conoscenza reciproca;
3. la persona B fa qualcosa che maldispone la persona A, per esempio con affermazioni offensive.

Lo scrittore Jeremy Nicholson, in Psychology Today, sostiene che quando si cerca di usare stratagemmi che consistono in comportamenti amichevoli come "uscita di sicurezza" in una relazione desiderata, per evitare di essere rifiutati, può rivelarsi controproducente, portando al rischio della friend zone.
Sebbene il fenomeno sia stato analizzato soprattutto a partire dagli anni duemila, era stato descritto in maniera esplicita già nel 1992 con il brano Servi della gleba, del gruppo Elio e le Storie Tese e nel 1997 dal gruppo 883 con il brano La regola dell'amico.

## Interpretazione
Secondo la critica femminile di costume, nel rilevare come lo status di «confinamento in friend-zone» sia diventato nella cultura di massa un pericolo da evitare, va evidenziato come il lamentarsi di tale situazione sia null'altro che dare la colpa alle donne, in maniera velata, di non gratificare la galanteria maschile con qualcosa di più dell'amicizia; fin dall'adozione di tale termine a metà anni novanta, infatti, ha acquistato connotazione sempre più sessista in senso maschilista; benché infatti, come citato in epigrafe, esso sia adattabile a tutte le situazioni interpersonali indipendentemente da genere e orientamento sessuale, esso è criticato per il prevalente significato che sottende, ovvero che il maschio non sia culturalmente capace di uscire dalla logica binaria che esclude l'amicizia con il sesso opposto, con il quale i rapporti sarebbero solo o d'indifferenza o di relazione sentimentale/sessuale.

## Film correlati
- One Day, regia di Lone Scherfig (2011)
- Una donna per amica, regia di Giovanni Veronesi (2014)
- Friendzone, regia di Charles Van Tieghem (2021)